# Kasseler Meeressand
Dieser Artikel wurde wegen inhaltlicher Mängel auf der Qualitätssicherungsseite des Portals Geowissenschaften eingetragen. Dies geschieht, um die Qualität der Artikel im Themengebiet Geowissenschaften zu steigern. Bitte hilf mit, die Mängel zu beseitigen, oder beteilige dich an der Diskussion. (+)

Begründung: u. a. fehlen Details zur Lithologie, Liegendgrenze, Hangendgrenze und laterale Beziehungen; zudem ist die Darstellung der erdgeschichtlichen Zusammenhänge konfus --Gretarsson (Diskussion) 02:49, 9. Feb. 2018 (CET); nachträgl. erg. 23:10, 5. Mai 2018 (CEST)
Der Kasseler Meeressand oder Kassel-Formation ist eine Formation des unteren Chattiums („Eochattiums“) von Mitteleuropa. Der Name bezieht sich auf die Typlokalität an den Ufern der Ahne bei Kassel in Nordhessen.

## Fundstellen
Die Hänge der Ahna bestehen aus Muschelkalk und tertiärem Sand. Diese Schicht ist von Tuff und Basalt überlagert. Vor etwa 60 Millionen Jahren überschwemmten große Wassermassen das Kassler Becken und bildeten einen See, der dann nach Norden wieder abfloss und Salzwasser hinterließ.
Weil die Ahne das erst später aufkommende Eruptivgestein überdeckte, wusch sie den geschützten Meeressand aus. Der Sand im Bachbett und das sandhaltige Ufer ist eine tertiäre und oligozäne Fundstelle zahlreicher Fossilien.
Gleich alte Funde stammen z. B. auch aus Glimmerode und eine bedeutende Fundstelle ist in Kaufungen.

## Funde
Zu den Funden gehören weiße Meeresmuscheln, Foraminiferen, versteinerte Schnecken und durch Eisen braungefärbte Tone, in denen man sogar versteinerte Fischwirbel, Gehörsteine (Otolithen) von Fischen und Haifischzähne gefunden hat. Beispielhafte Funde werden im Naturkundemuseum im Ottoneum in Kassel ausgestellt. Sammler der Lokalität waren Erwin Busse und Julius Görges.